# Deccanolestes
Deccanolestes es un género extinto de un mamífero euarconto basal que vivió durante el Cretácico Superior (Maastrichtiense) en lo que ahora son las Intertrappean Beds de Andhra Pradesh, India. Puede estar relacionado de cerca con Sahnitherium. Deccanolestes ha sido referido a la familia Palaeoryctidae anteriormente, pero evidencia posterior ha mostrado que es el euarconto más basal conocido o uno de los más antiguos adapisoricúlidos.
Deccanolestes hislopi se basa en un primer molar superior aislado (VPL/JU/NKIM/10). Un tercer molar, un tercer premolar inferior, varios otros dientes aislados, y algunos restos del postcráneo han sido referidos a esta especie.
Deccanolestes robustus se basa en un molar inferior aislado. Otros dientes aislados y algunos restos del tobillo también han sido referidos.